# Cinderella (TV-Musical)
Cinderella ist ein Musical mit der Musik von Richard Rodgers und Texten von Oscar Hammerstein frei nach dem Märchen Cendrillon (Aschenputtel) von Charles Perrault.

## Handlung
Die Geschichte handelt von einem Mädchen, das ein Leben in Knechtschaft ihrer Stiefmutter und den Stiefschwestern ertragen muss.
Mithilfe der guten Fee wird Cinderella zur Prinzessin gemacht und findet ihren Prinzen.

## Hintergrund
Cinderella ist das einzige Musical von Rodgers und Hammerstein, das für das Fernsehen geschrieben wurde. Es wurde ursprünglich am 31. März 1957 live auf dem CBS-Sender mit Julie Andrews in der Titelrolle gezeigt. Alfredo Antonini war der musikalische Direktor.
1958 wurde das Stück in Großbritannien am London Coliseum mit Tommy Steele als Buttons auf der Bühne aufgeführt.
Das Musical wurde von mehr als 100 Millionen Menschen gesehen. Infolgedessen wurde es 1965 und 1997 neu verfilmt. Beide Remakes enthalten Lieder aus dem Musical von Rodgers und Hammerstein.
Im Jahr 2013 startete die Broadway-Version des Musicals mit Laura Osnes in der Titelrolle und einem neuen Buch von Douglas Carter Beane.

## Lieder
Akt I
- "Overture" – Orchester
- "The Prince Is Giving a Ball" – Herald und Chor
- "Cinderella March" – Orchester
- "In My Own Little Corner" – Cinderella
- "The Prince Is Giving a Ball" (Reprise) – Chor
- "Your Majesties" (Royal Dressing Room Scene) – König, Königin, Chef und Steward
- "In My Own Little Corner" (Reprise) – Cinderella
- "Impossible; It's Possible" – Cinderella und die gute Fee

Akt II
- "Gavotte" – Orchester
- "Ten Minutes Ago I Saw You" – Prinz und Cinderella
- "Stepsisters' Lament" – Stiefschwestern
- "Waltz for a Ball" – Chor
- "Do I Love You Because You're Beautiful?" – Prinz und Cinderella
- "Never in a Thousand Years"

Akt III
- "When You're Driving Through the Moonlight" – Cinderella, Stiefmutter und Stiefschwestern
- "A Lovely Night" – Cinderella, Stiefmutter und Stiefschwestern
- "The Search" – Orchester
- "Do I Love You Because You're Beautiful?" (Reprise) – Prince
- "Wedding" – Orchester
- "Do I Love You Because You're Beautiful?" (Reprise) – Chor

## Auszeichnungen und Nominierungen
1957
- Emmy Awards

Beste Schauspielerin – Julie Andrews (Nominiert)
Bestes Musical für Fernsehen – Richard Rodgers (Musik) (Nominiert)
1997
- Art Directors Guild

Exzellentes Musical-Special (Gewinner)
- Emmy Awards

Beste künstlerische Leitung (Gewinner)
Beste Choreographie (Nominiert)
Bestes Kostümdesign(Nominiert)
Beste Musicalregie (Nominiert)
Bestes Hairstyling (Nominiert)
Beste Musikrichtung (Nominiert)
Beste Originalmusik (Nominiert)
- Image Awards

Herausragende Hauptdarstellerin in einem Fernsehfilm – Whoopi Goldberg (Nominiert)
Herausragende Hauptdarstellerin in einem Fernsehfilm – Brandy Norwood (Nominiert)
Herausragender Fernsehfilm (Nominiert)
- Satellite Awards

Bester Hauptdarsteller in einem Fernsehfilm – Jason Alexander (Nominiert)
Beste Hauptdarstellerin in einem Fernsehfilm – Bernadette Peters (Nominiert)
2013
- Tony Awards

Beste Wiederaufnahme eines Musicals (Nominiert)
Bestes Buch eines Musicals – Douglas Carter Beane (Nominiert)
Bester Hauptdarsteller in einem Musical – Santino Fontana (Nominiert)
Beste Hauptdarstellerin in einem Musical – Laura Osnes (Nominiert)
Beste Nebendarstellerin in einem Musical – Victoria Clark (Nominiert)
Bestes Kostümdesign eines Musicals – William Ivey Long (Gewinner)
Bestes Lichtdesign eines Musicals – Kenneth Posner (Nominiert)
Bestes Sounddesign eines Musicals – Nevin Steinberg (Nominiert)
Best Orchestrations – Danny Troob (Nominiert)
- Drama Desk Awards

Bestes Musical (Nominiert)
Beste Hauptdarstellerin eines Musicals – Laura Osnes (Gewinner)
Beste Choreographie – Josh Rhodes (Nominiert)
Beste Orchestrierung – Danny Troob (Gewinner)
Bestes Kostümdesign – William Ivey Long (Gewinner)

## Medien

### DVD
- Cinderella (Originalfilm), 1957
- Cinderella (Walt Disney Home Video), 1997

### Soundtrack
- Cinderella (Original TV-Casting), 1957
- Cinderella (Original Broadway Cast Recording), 2013